# Basilika Unserer Lieben Frau der Schmerzen (Chicago)

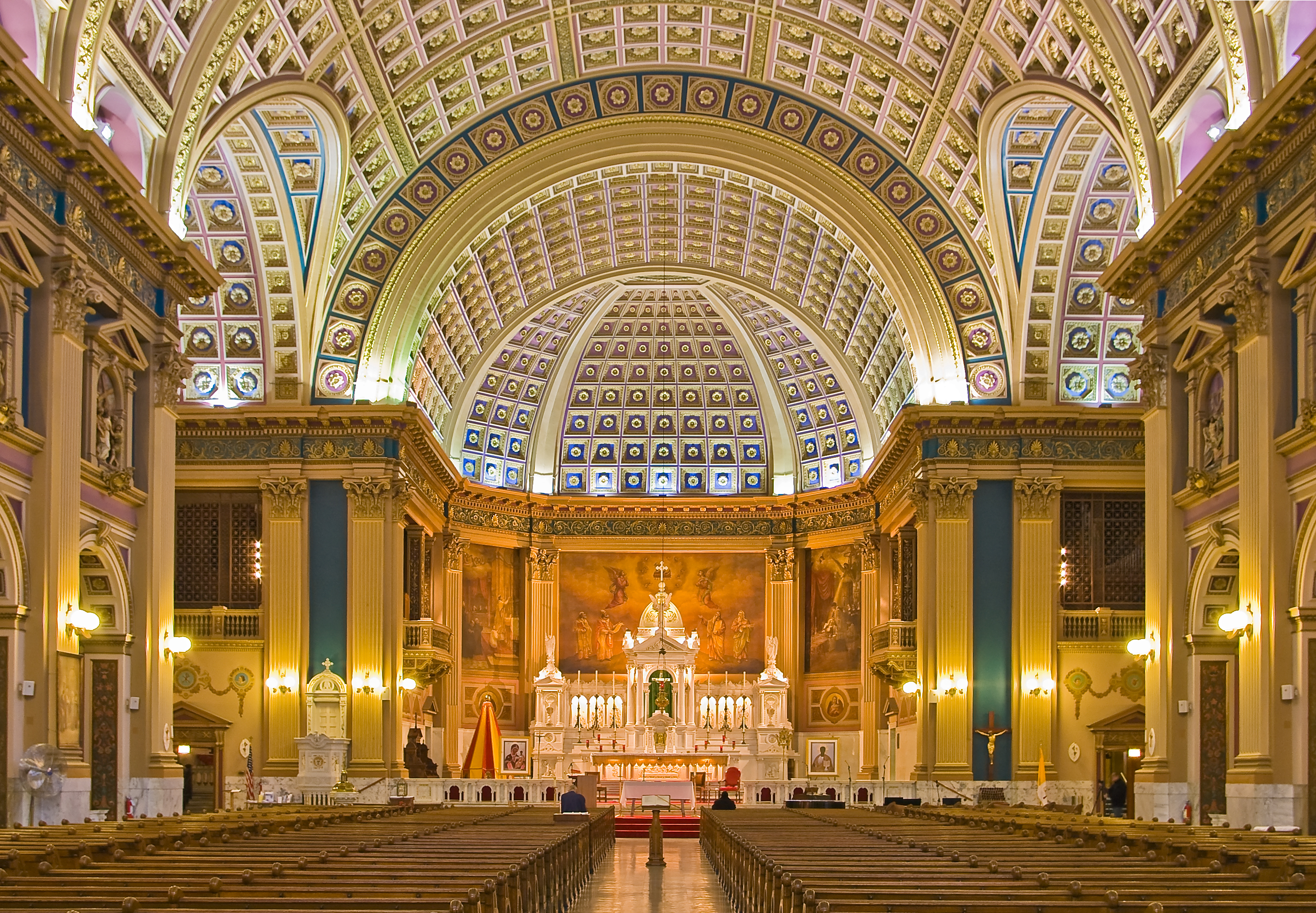
Innenraum der Kirche

Die Basilika Unserer Lieben Frau der Schmerzen (englisch Basilica Our Lady of Sorrows) ist eine römisch-katholische Kirche im Westen von Chicago, Vereinigte Staaten. In der Kirche des Erzbistums Chicago befindet sich das Nationalheiligtum des hl. Peregrinus Laziosi. Die Kirche mit dem Patrozinium Mater Dolorosa ist zusammen mit der Basilica of Saint Hyacinth und Königin aller Heiligen eine von drei Basilicae minores in Illinois.

## Geschichte
Die Gemeinde wurde 1874 durch drei Mitglieder des Serviten-Ordens gegründet und von dem Orden in ihrer gesamten Geschichte betreut. Auf dem erworbenen Grundstück wurde in wenigen Monaten eine 31 Meter lange und 11 Meter breite Backsteinkirche gebaut. Nach verschiedenen Einwandererwellen aus Europa wurde das Gebäude nach 15 Jahren zu klein. Am 17. Juni 1890 wurde der Grundstein für das heutige Gebäude gelegt. Der Bau wurde nach Plänen des aus Detroit stammenden Henry Engelbert errichtet. 1899 wurde nach den ersten Bauabschnitten der Architekt John Francis Pope mit dem Bau der Türme beauftragt, der Chicagoer William J. Brinkmann erhielt den Auftrag zur Ausgestaltung des Innenraums. Nach Fertigstellung wurde die Kirche am 5. Januar 1902 geweiht. Die Kirche diente jahrzehntelang einer im Wesentlichen irischen und italienischen Gemeinde. Sie wurde 1956 von Papst Pius XII. in den Rang einer Basilica minor erhoben. Nach einem Brand 1984 musste der rechte Turm bis auf die Giebelhöhe abgerissen werden. Die Kirche beherbergt seit 1993 auch das Nationalheiligtum des hl. Peregrinus mit Reliquien, eines Serviten-Bruders aus dem 14. Jahrhundert und Schutzpatrons der Krebs- und AIDS-Kranken.

## Architektur
Die einschiffige Kirche wurde im Stil der italienischen Neo-Renaissance auf dem Grundriss eines lateinischen Kreuzes entworfen. Die Kirche bietet auf einer Länge von 77 Metern bei einer Breite von 28 Metern Platz für 2500 Besucher. Das durchgehende Tonnengewölbe ist als vielfarbige Kassettendecke nach dem Vorbild Bramantes ausgeführt. Seitlich wurden zehn durch Pilaster eingerahmte Votivkapellen geschaffen.

## Ausstattung
Im Chor steht der neun Meter hohe Hochaltar aus Carrara-Marmor des Bildhauers Augustine O’Callaghan. Die Westwand wird von drei großen, halbkreisförmigen Fenstern durchbrochen und durch ein großes Fresko überragt, das Christus und die Gründerväter des Servitenordens darstellt. Die weiteren Wände sind mit großen Gemälden etwa von Charles Bosseron Chambers und Henry Balinkgestaltet. Die Orgel des Orgelbauers Lyon&Healy wurde 1902 installiert, mithilfe von vier Manualen können 57 Register gespielt werden.